# August Lundberg
August Lundberg, född 1882 död 1946, var en svensk målare.
August Lundberg utbildades vid Tekniska skolan och senare Konstnärsförbundets tredje skola 1905-1908. Därefter gjorde han resor till Paris och Korsika.
Lundberg ingick i De unga, den grupp som lanserade 1900-talsmodernismen i Sverige. August Lundberg organiserade gruppens första utställning 1907 i Uppsala tillsammans med konstnärskollegan Knut Janson. August Lundberg deltog mycket aktivt i utställningslivet under ett tjugotal år. På 1930-talet kunde han få upp till 400 kr för en målning vilket motsvarade en månadslön för en arbetare. Under 1940-talet försvinner han in i en social och psykisk isolering och blir efter hand helt bortglömd. Kring sekelskiftet 2000 uppmärksammades hans konst på nytt och hans arbeten blev föremål för flera samlares intresse. Stilmässigt kan hans bilder klassas som intim, meditativ realism.